# Dialectique de la dialectique
Dialectique de la dialectique. Message adressé au mouvement surréaliste international (pol. Dialektyka dialektyki. Odezwa do międzynarodowego ruchu surrealistycznego) - manifest artystyczny rumuńskich surrealistów Gherasima Luca i Dolfi Trosta opublikowany po francusku w Bukareszcie w 1945 roku.
Jest jednym z najważniejszych programowych tekstów rumuńskiego surrealizmu (obok Critica mizeriei, pol. Krytyka nędzy, Gellu Nauma, Paula Păuna i Virgila Teodorescu). Sformułowano w nim zarówno nowe propozycje estetyczne, jak i stanowisko w sprawach polityczno-społecznych. Autorzy definiowali "nadrzeczywistość" jako "„pejzaż surrealistyczny, przestrzeń pomiędzy snem, a czwartym wymiarem” i formułowali zadanie "pełnej konfrontacji egzystencji dziennej z nocną poprzez negację ich sztucznego rozdziału", krytycznie oceniając dotychczasowy dorobek rumuńskiej awangardy. Podkreślali, że właściwą postawą surrealizmu jest stan ciągłej "negacji negacji", w którym artysta będzie pozostawał w opozycji do świata i samego siebie, wciąż gotowy na nowe odkrycia i pragnienia, bez popadania w jakiekolwiek zwyczaje i zadowolenie. Odwołując się do języka psychoanalizy opisywali walkę klasową jako podobną do konfliktu ojciec-syn. Głosili przy tym konieczność swoistej "erotycznej rewolucji" proletariatu, uważając specyficznie rozumianą "miłość" za "ogólną rewolucyjną metodę właściwą surrealizmowi".  
Tekst w języku polskim ukazał się w tomie Głuchy brudnopis. Antologia manifestów awangard Europy Środkowej (red. Jakub Kornhauser, Kinga Siewior), Wyd. UJ, Kraków 2015.